# Gammelstaden, Luleå kommun
Den här artikeln handlar om en tätort i Luleå kommun. Se Gammelstaden för ortsartiklar med snarlika namn.
Gammelstaden, före 1980 Gammelstad, är en tätort strax väster om Luleå i Luleå kommun, Norrbottens län. Gammelstaden brukar ofta beskrivas som det egentliga Luleås äldsta del. Kring kyrkan ligger Gammelstads kyrkstad med 404 kyrkstugor i nära ursprungligt skick. Kyrkstaden finns med på Unescos världsarvslista sedan 1996. Tätorten är en del av stadsdelen Gammelstad i Luleå.

## Historia

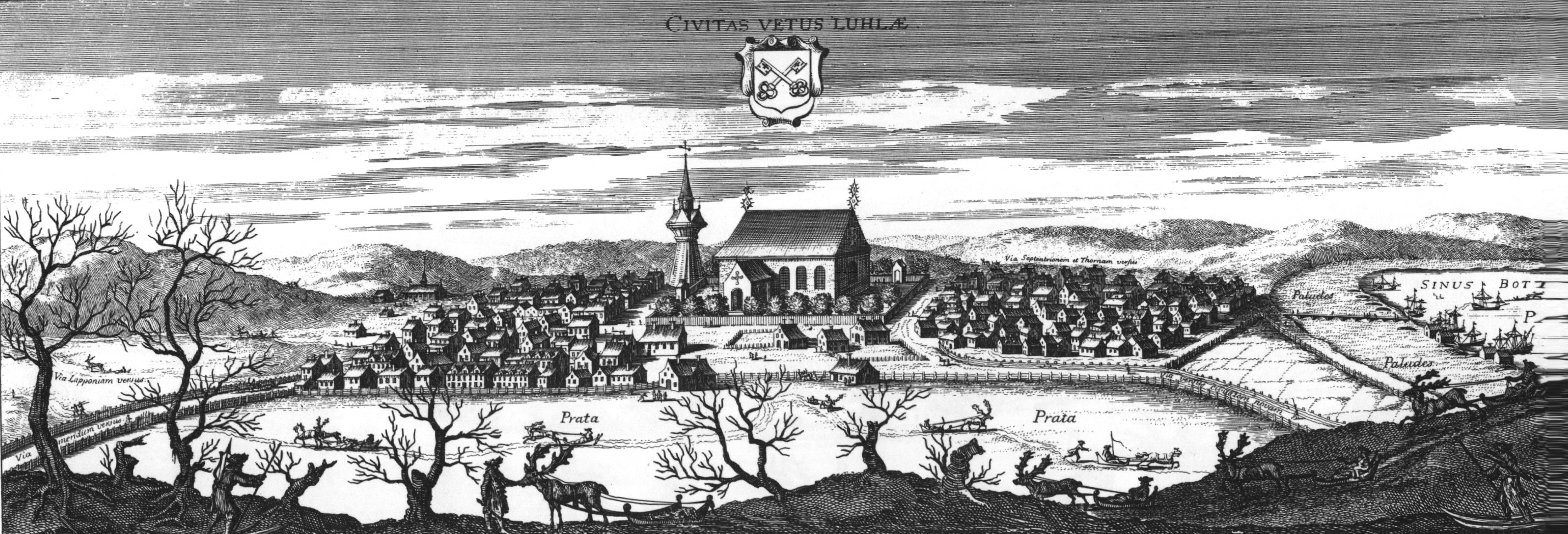
Luleå Gamla stad omkring år 1700.

För tusen år sedan stod havet tio meter över dagens nivå och det som syntes av Gammelstads kyrkberg var en liten ö i Lule älvs mynning. Under 1300-talet blev området centrum i en socken som sträckte sig från Skanderna ända ner till kusten längs Kalix, Lule och Råne älvar. Gammelstad blev också handels- och marknadsplats.
Sverige och Ryssland var efter freden i Nöteborg 1323 oeniga om gränsdragningen i norr. Svenska staten gav då Lule älvdal till stormän från Mellansverige. Kyrkan sände ut präster och byggde enkla träkyrkor och 1339 hölls gudstjänst i ”Luleå” för första gången. Dagens Norrbotten blev en del i det svenska riket med svensk lagstiftning, skattläggning, kyrka och präster.
Den imponerande Nederluleå kyrka började byggas under 1400-talet. Den vittnar om bygdens ekonomiska välstånd, byggd på handel med skinn från inlandet och lax från fisket i älvarna. Under några år i mitten av 1500-talet drev Gustav Vasa en avelsgård på mark som tagits från prästbordet, kallad Luleå kungsgård eller Luleå gård.
1621 grundades Luleå stad vid den gamla marknadsplatsen. Gustav II Adolf anlitade Olof Bure till uppdraget att göra en stadsplan. Bure verkar ha utgått från en utfartsväg i nordöst, där han byggde upp ett oregelbundet rutnätsparti av gator och kvarter. En del av Gammelstad uppvisar en alltför oregelbunden struktur för att ha påverkats av Bures stadsplaner, och måste vara av ännu äldre datum. Gammelstad har efter Bure bevarat sin stadsbild.
Redan efter 28 år, 1649, konstaterades att hamnen blivit för grund till följd av landhöjningen. Man tvingades flytta sin stad till den plats den ligger än i dag. Därmed fick man Luleå Nya stad och Luleå Gamla stad, nutidens Luleå och Gammelstad.
Från 1863 till och med 1968 var Gammelstad huvudort i Nederluleå landskommun. Under denna tid, särskilt från mitten av 1900-talet, expanderade Gammelstad med nya områden. Förutom modernare bebyggelse i anslutning till den historiska kyrkstaden tillkom helt nya bostadsområden längre söderut, i anslutning till Gammelstadsfjärden. Viktigast av de nya områdena var Stadsön, som började byggas ut 1965, och som begåvades med ett modernt affärscentrum, högstadieskola och simhall. Efter kommunsammanslagningen 1969 har Gammelstad nästan vuxit samman med centralorten Luleå, men räknas ännu som en egen tätort. Gammelstad är egen postort. Godsterminalen i Luleå flyttades från järnvägsstation i centrum till en nybyggd godsterminal längs Gammelstad–Karlsvikshyttans Järnväg mot Storheden och Karlsvik.
Området trafikeras av Luleå Lokaltrafiks busslinjer 1, 2 och 12 samt specialbuss och nattbuss.

### Befolkningsutveckling
| Befolkningsutvecklingen i Gammelstaden/Gammelstad 1950–2020                                                           | Befolkningsutvecklingen i Gammelstaden/Gammelstad 1950–2020 | Befolkningsutvecklingen i Gammelstaden/Gammelstad 1950–2020 | Befolkningsutvecklingen i Gammelstaden/Gammelstad 1950–2020 | Befolkningsutvecklingen i Gammelstaden/Gammelstad 1950–2020 |
| --- | ----------------------------------------------------------- | ----------------------------------------------------------- | ----------------------------------------------------------- | ----------------------------------------------------------- |
| |                                                             |                                                             |                                                             |                                                             |
| År |                                                             |                                                             | Folkmängd                                                   | Areal (ha)                                                  |
| 1950 | 1950                                                        |                                                             | 736                                                         | ##                                                          |
| 1960 | 1960                                                        |                                                             | 1 557                                                       |                                                             |
| 1965 | 1965                                                        |                                                             | 2 280                                                       |                                                             |
| 1970 | 1970                                                        |                                                             | 4 931                                                       |                                                             |
| 1975 | 1975                                                        |                                                             | 6 337                                                       |                                                             |
| 1980 | 1980                                                        |                                                             | 5 852                                                       |                                                             |
| 1990 | 1990                                                        |                                                             | 5 129                                                       | 536                                                         |
| 1995 | 1995                                                        |                                                             | 4 992                                                       | 617                                                         |
| 2000 | 2000                                                        |                                                             | 4 910                                                       | 617                                                         |
| 2005 | 2005                                                        |                                                             | 4 892                                                       | 617                                                         |
| 2010 | 2010                                                        |                                                             | 4 960                                                       | 620                                                         |
| 2015 | 2015                                                        |                                                             | 4 866                                                       | 551                                                         |
| 2020 | 2020                                                        |                                                             | 4 836                                                       | 556                                                         |
| Anm.: Tätortens namn ändrat 1980 från Gammelstad till Gammelstaden. ## Som tätort/befolkningsagglomeration 1920–1950. |                                                             |                                                             |                                                             |                                                             |

## Samhället
Gammelstaden indelas i 
- Kyrkbyn
- Gammelstads industriområde
- Stadsön
- Öhemmanet
- Ektjärn
- Marieberg